# L'Ombre du corbeau (film)
Pour les articles homonymes, voir L'Ombre du corbeau.
Pour plus de détails, voir Fiche technique et Distribution.
L'Ombre du corbeau (Í skugga hrafnsins) est un film islandais réalisé par Hrafn Gunnlaugsson, sorti en 1988.

## Fiche technique
- Titre original : Í skugga hrafnsins
- Titre français : L'Ombre du corbeau
- Réalisation : Hrafn Gunnlaugsson
- Scénario : Hrafn Gunnlaugsson
- Pays d'origine : Islande
- Date de sortie : 1988

## Distribution
- Reine Brynolfsson : Trausti
- Tinna Gunnlaugsdóttir : Isold
- Egill Ólafsson : Hjoerleifur
- Sune Mangs : Bishop
- Kristbjörg Kjeld : Sigrid
- Klara Íris Vigfúsdóttir : Sol
- Helgi Skúlason : Grim
- Johann Neumann : Leonardo
- Helga Bachmann : Edda
- Sigurður Sigurjónsson : Egill